# Amritodus flavoscutatus
Amritodus flavoscutatus är en insektsart som beskrevs av Cai och Shen 2002. Amritodus flavoscutatus ingår i släktet Amritodus och familjen dvärgstritar. Inga underarter finns listade i Catalogue of Life.